# Maha Haj
Maha Haj, arab. ‏مها حاج‎ (ur. 1970 w Nazarecie) – palestyńska reżyserka i scenarzystka filmowa.

## Życiorys
Karierę w branży filmowej rozpoczęła jako scenografka na planie takich obrazów, jak Czas, który pozostał (2009) Elii Suleimana czy Zamach (2012) Ziada Doueiriego. Od 2009 roku tworzyła też własne filmy krótkometrażowe.
Jej pełnometrażowy debiut fabularny, Sprawy osobiste (2016), miał premierę w ramach sekcji „Un Certain Regard” na 69. MFF w Cannes, gdzie spotkał się z uznaniem krytyki.
Kolejny film reżyserki, Gorączka śródziemnomorska (2022), zaprezentowany został w tej samej sekcji na 75. MFF w Cannes, gdzie zdobył nagrodę za najlepszy scenariusz. Film był oficjalnym kandydatem Palestyny do Oscara dla najlepszego filmu międzynarodowego.